# NGC 5019
NGC 5019 é uma galáxia espiral barrada (SB?) localizada na direcção da constelação de Virgo. Possui uma declinação de +04° 43' 45" e uma ascensão recta de 13 horas, 12 minutos e 42,5 segundos.
A galáxia NGC 5019 foi descoberta em 17 de Abril de 1786 por William Herschel.